# Europabrücke
De Europabrücke of Europabrug is een dalbrug die deel uitmaakt van de Brennerautobahn A13. 
De brug is 777 meter lang en heeft een spanwijdte van 657 meter over het Wipptal ten zuiden van Innsbruck in Oostenrijk (Tirol). De brug is 190 meter hoog en was tot de voltooiing van het Viadotto Sfalassà in 1972 de hoogste van Europa. 
In 1960 startten de bouwwerkzaamheden en op 17 november 1963 ging de brug open voor het verkeer. De Europabrücke rust op vijf pilaren van gewapend beton, waarvan de middelste een lengte van 146,5 meter heeft.